# Superman and the Mole Men
Superman and the Mole Men (1951) este un film științifico-fantastic regizat de Lee Sholem și produs de Barney Sarecky.
Este un film cu supereroi în care apar actorii George Reeves în rolul lui Superman și Phyllis Coates în rolul lui Lois Lane. Acesta este primul film artistic bazat pe benzile desenate Superman produse de DC Comics, deși alte două filme cu Superman au apărut anterior în cinematografe, acestea au fost prezentate ca o serie de filme.